# Arditti Quartet

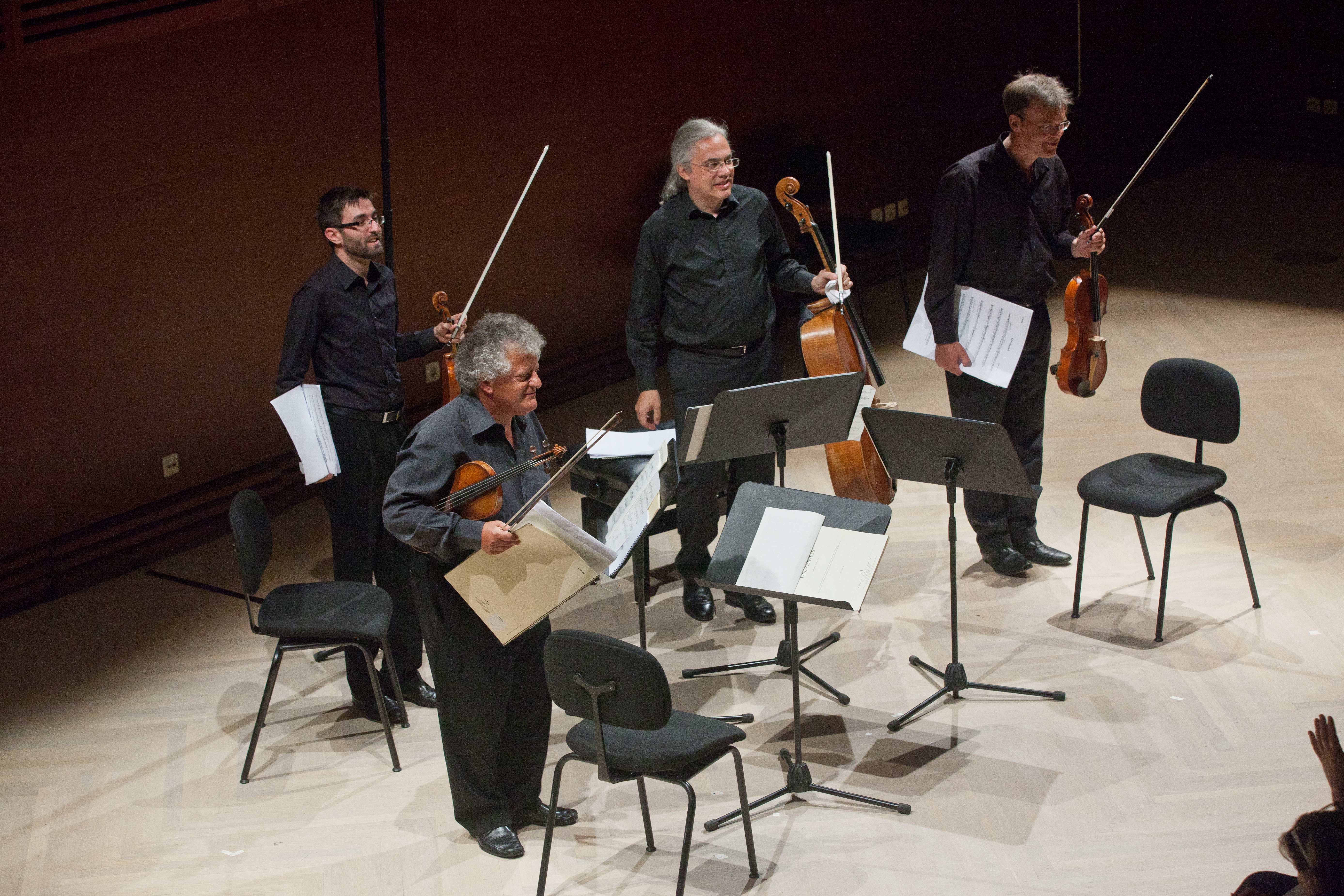
Arditti Quartet in 2012.

Arditti Quartet is een strijkkwartet dat in 1974 werd opgericht door de Britse eerste violist Irvine Arditti.

## Geschiedenis
Het Arditti Quartet geniet een wereldwijde reputatie voor hun geïnspireerde en technisch verfijnde interpretaties van hedendaagse en begin twintigste-eeuwse muziek. Sinds hun oprichting werden er reeds honderden werken voor dit kwartet geschreven. Deze werken hebben permanent een stempel gedrukt op het twintigste-eeuwse repertoire en het geeft het Arditti Quartet tegelijkertijd een onvergetelijke plaats in de muziekgeschiedenis.
Wereldpremières van stukken van componisten als onder anderen Thomas Adès, Louis Andriessen, John Cage en Pascal Dusapin laten zien dat het Arditti Quartet over een breed repertoire beschikt.
Het ensemble probeert met iedere componist die voor hen schrijft in contact te staan omdat ze vinden dat dit cruciaal is voor het proces van de interpretatie van moderne muziek.
Wereldwijd geven zij masterclasses en workshops aan jonge musici en componisten. Van 1982 tot 1996 waren de leden van het kwartet docenten bij de Darmstadt Ferienkurse für Neue Musik.
Het kwartet heeft in totaal reeds meer dan 200 cd's uitgebracht.

## Discografie
- Hans Abrahamsen: String Quartets 1-4 (CD Winter & Winter 910 242-2, released 2017)
- Harrison Birtwistle: The Tree of Strings, 9 Movements (CD: AEON AECD1217, released 2012)
- John Cage: Music for Four, 30 Pieces (CD: MODE Mode17, released 1989)
- John Cage: String quartet in four parts, Four (CD: MODE Mode27, released 1992)
- Elliott Carter: String quartets 1–4, Elegy (CD: Et Cetera KTC 1065-66, released 1989)
- Pascal Dusapin: String quartets 1–5, Musique Fugitive (CD: AEON AECD0983, released 2012)
- Pascal Dusapin: String quartets 6-7 (Quartet 6 Hinterland for quartet and orchestra) (CD: AEON AECD1753, released 2017)
- Brian Ferneyhough: String quartets Sonatas (1), 2-6, Adagissimo, Dum Transissets I-IV, Exordium, string trio's 1994 + 1995 AEON AECD1335, released 2017)
- Roberto Gerhard: String quartets 1–2, Chaconne (CD: AEON AECD1225, released 2010)
- Jonathan Harvey: String quartets 1–4, String trio (CD: AEON AECD0975, released 2009)
- Hans Werner Henze: String quartets 1–5 (CD: WERGO WER 60114/ 15-50, released 1986)
- Toshio Hosokawa: String quartets Urbilder, Landscape I, Silent flowers, Floral fairy, Blossoming, Kalligraphie (CD: WERGO WER 6761 2, released 2013)
- Toshio Hosokawa: Quintets Fragmente II with recorder, Landscape II with harp, Landscape V with sho + solos elegy for violin, threnody for viola, chant for cello, (CD: WERGO WER 6769 2, released 2014)
- Helmut Lachenmann: String quartets 1, 2 and 3 (CD: KAIROS Kairos 0012662, released 2011)
- György Ligeti: String quartets 1, 2 (CD: WERGO WER 60079-50, released 1988)
- György Ligeti: String quartets 1, 2, 2 Movements, Ballad und tanz, Hyllning (CD: SONY SK62306, released 1996)
- Conlon Nancarrow:String quartets 1, 3, Studie 15, 31, 33, 34, Toccata (CD: WERGO WER 669262, released 2007)
- Hilda Paredes: Cuerdos del Destino, Canciones Lunáticos, Papalote, In Memoriam Thomas Kakuska (CD: AEON AECD0975, released 2015)
- Arnold Schönberg: String quartets I–IV (CD: Montaigne/naive MO782024, released 1994)
- Arnold Schönberg: Chamber Music (CD: Montaigne/naive MO782025, released 1995)
- Karlheinz Stockhausen: Helikopter quartett (CD: Stockhausen Verlag CD 53A + B, released 1999)
- Anton Webern: complete string trios and quartets (CD: Montaigne/naive MO782136, released1991)
- Iannis Xenakis: complete string chamber music (CD: Montaigne/naive MO782005, released 1992)
- John Zorn Myth and Mythopoeia (Tzadik, released 2014)

## Prijzen
De opname van hun cd's sleepten verschillende prijzen in de wacht zoals de Deutsche Schallplatten Preis en de Gramophone Award voor de beste opname van hedendaagse muziek in 1999 (Elliot Carter) en in 2002 (Harrison Birtwistle).
In 1999 kregen zij ook de prestigieuze Ernst van Siemens Music Prize voor "lifetime achievement" in muziek.
In 2004 ontving het ensemble de "Coup de Coeur" van de Académie Charles Cros.

## Leden
- Irvine Arditti - viool, 1974 - heden
- Ashot Sarkissjan - viool, 2005 - heden
- Ralf Ehlers - altviool, 2003 - heden
- Lucas Fels - cello, 2005 - heden

### Vorige leden[2]

#### Tweede viool
- Lennox Mackenzie, 1974-83
- Alexander Bălănescu, 1983-86
- David Alberman, 1986-94
- Graeme Jennings, 1994-2005 Ashot Sarkissjan

#### Altviool
- Levine Andrade, 1974-90
- Garth Knox, 1990-98
- Dov Scheindlin, 1998-2002

#### Cello
- John Senter, 1974-76
- Helen Liebmann, 1976-77
- Rohan de Saram, 1977-2005